# Sociedad Estatal para Exposiciones Internacionales

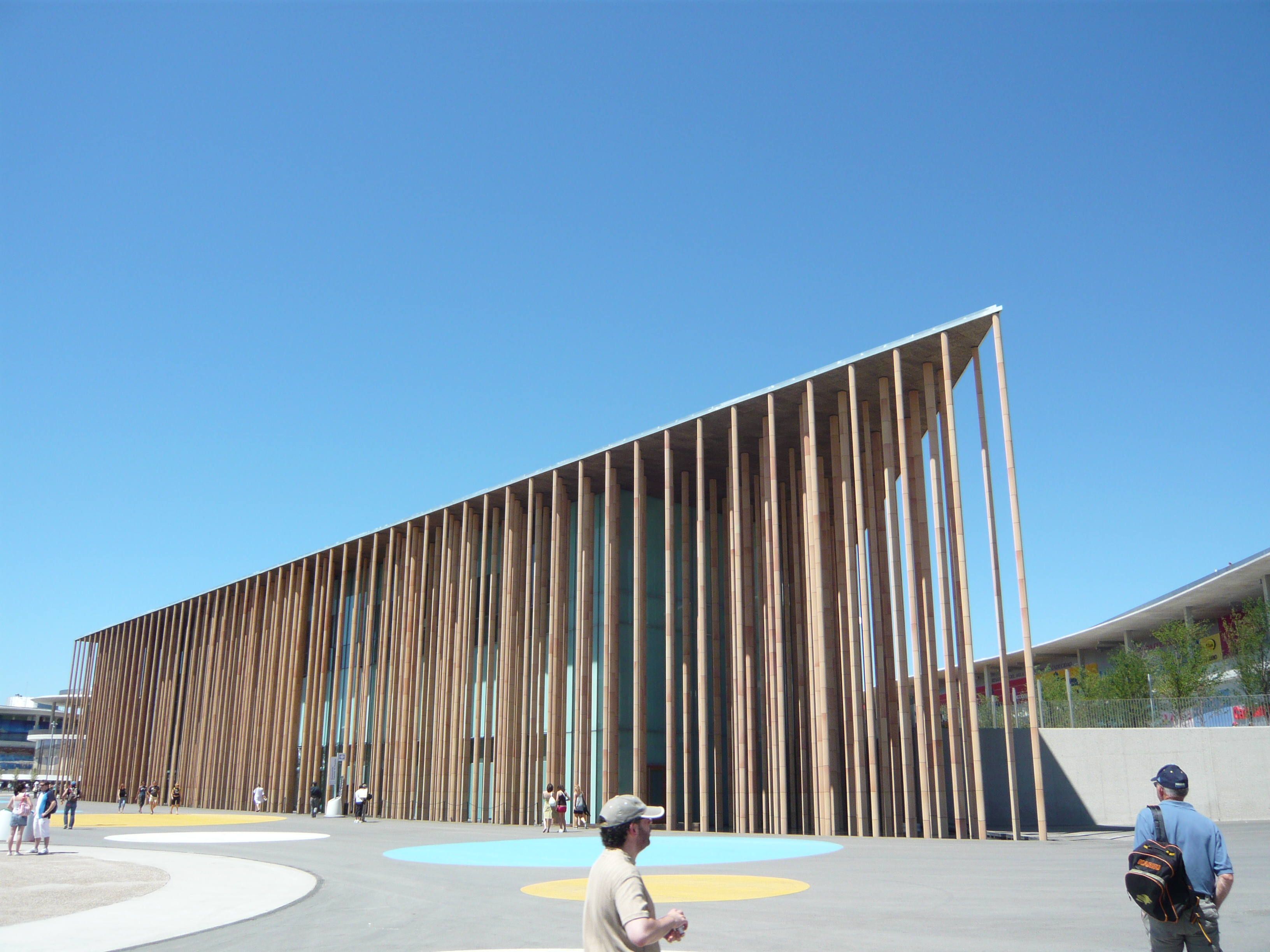
El pabellón de España en la Expo Zaragoza 2008, a cargo de la SEEI

La Sociedad Estatal para Exposiciones Internacionales (SEEI) era el organismo público español encargado de la concepción, desarrollo y gestión de los pabellones de España y de las actividades realizadas en torno a estos en las exposiciones internacionales aprobadas por la Oficina Internacional de Exposiciones (BIE). Tiene como objetivo principal la promoción de la imagen de España en los ámbitos cultural, tecnológico, económico y turístico en cada una de las exposiciones internacionales a las que acuda el país.

## Historia
El 30 de junio de 1998 se constituye la Sociedad Estatal Hanóver 2000 con el fin de preparar la representación española y consolidar el pabellón nacional en la Expo 2000, celebrada en la ciudad alemana de Hanóver. Tras el éxito organizativo, el Gobierno de España decide establecer un organismo permanente encargado de este tipo de eventos, ya que hasta ese entonces se creaba una sociedad especial para la representación española en cada exposición. Es así como el 30 de noviembre de 2001 pasa a llamarse Sociedad Estatal para Exposiciones Internacionales, una sociedad anónima dependiente de la Dirección General del Patrimonio del Estado del Ministerio de Economía y Hacienda, acordándose seguir las líneas de la Sociedad anterior.
El 30 de abril de 2009, el Ministerio de Economía y Hacienda anunció su intención de fusionar la SEEI con otras dos sociedades estatales: la Sociedad Estatal para la Acción Cultural Exterior (SEACEX) y la Sociedad Estatal de Conmemoraciones Culturales (SECC) con el fin de reducir gastos y coordinar mejor las actividades relacionadas con la representación cultural de España en el exterior. Se tiene previsto crear después de la Expo 2010, que se celebra en Shanghái (China), una nueva entidad, Acción Cultural Española.

## Participaciones
La SEEI ha sido la responsable de la presencia de España y de los pabellones nacionales en las siguientes exposiciones internacionales (entre paréntesis, los nombres de los diseñadores del pabellón de España en la respectiva exposición):
- Expo 2000 en Hanóver,  Alemania (estudio Cruz y Ortiz de los arqs. Antonio Cruz y Antonio Ortiz, con sedes en Sevilla y Ámsterdam)
- Expo 2005 en Aichi,  Japón (estudio FOA de los arqs. Alejandro Zaera y Farshid Moussavi, con sede en Londres)
- Expo 2008 en Zaragoza,  España (estudio del arq. Francisco Mangado con sede en Pamplona)
- Expo 2010 en Shanghái,  China (estudio EMBT de los arqs. Enric Miralles y Benedetta Tagliabue, con sede en Barcelona)

Así como en las siguientes exposiciones temáticas:
- Floriade 2002 en Haarlemmermeer,  Países Bajos
- IGA 2003 en Rostock,  Alemania
- Royal Flora Ratchaphruek 2006 en Chiang Mai,  Tailandia

## Organización
La estructura jerárquica de la SEEI está conformada por el presidente, los directores generales y el Consejo de Administración.

### Presidentes
| N.º | Periodo     | Nombre                |
| --- | ----------- | --------------------- |
| 1   | 2001 – 2006 | Pablo Bravo Lozano    |
| 2   | 2006 – 2010 | Javier Conde de Saro  |
| 3   | 2010        | José Eugenio Salarich |